# Тескоко (держава)

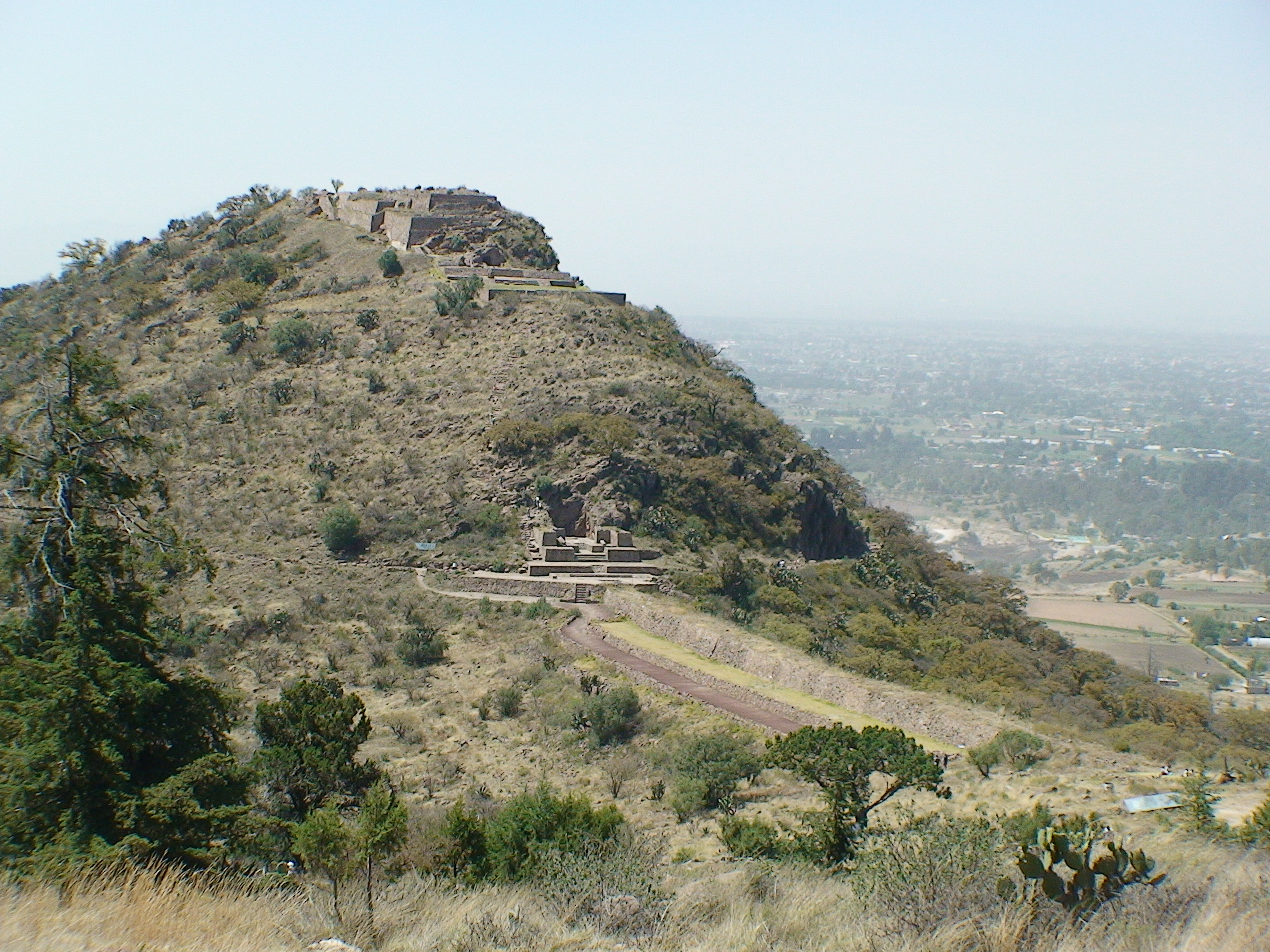
Пагорб Тескоцин з палацом тлатоані Тескоко

Теско́ко — стародавнє місто-держава у Месоамериці, біля озера Тескоко, одне із засновників Імперії ацтеків. У давнину займало 450 га з населенням близько 25 тисяч осіб.

## Початкова історія

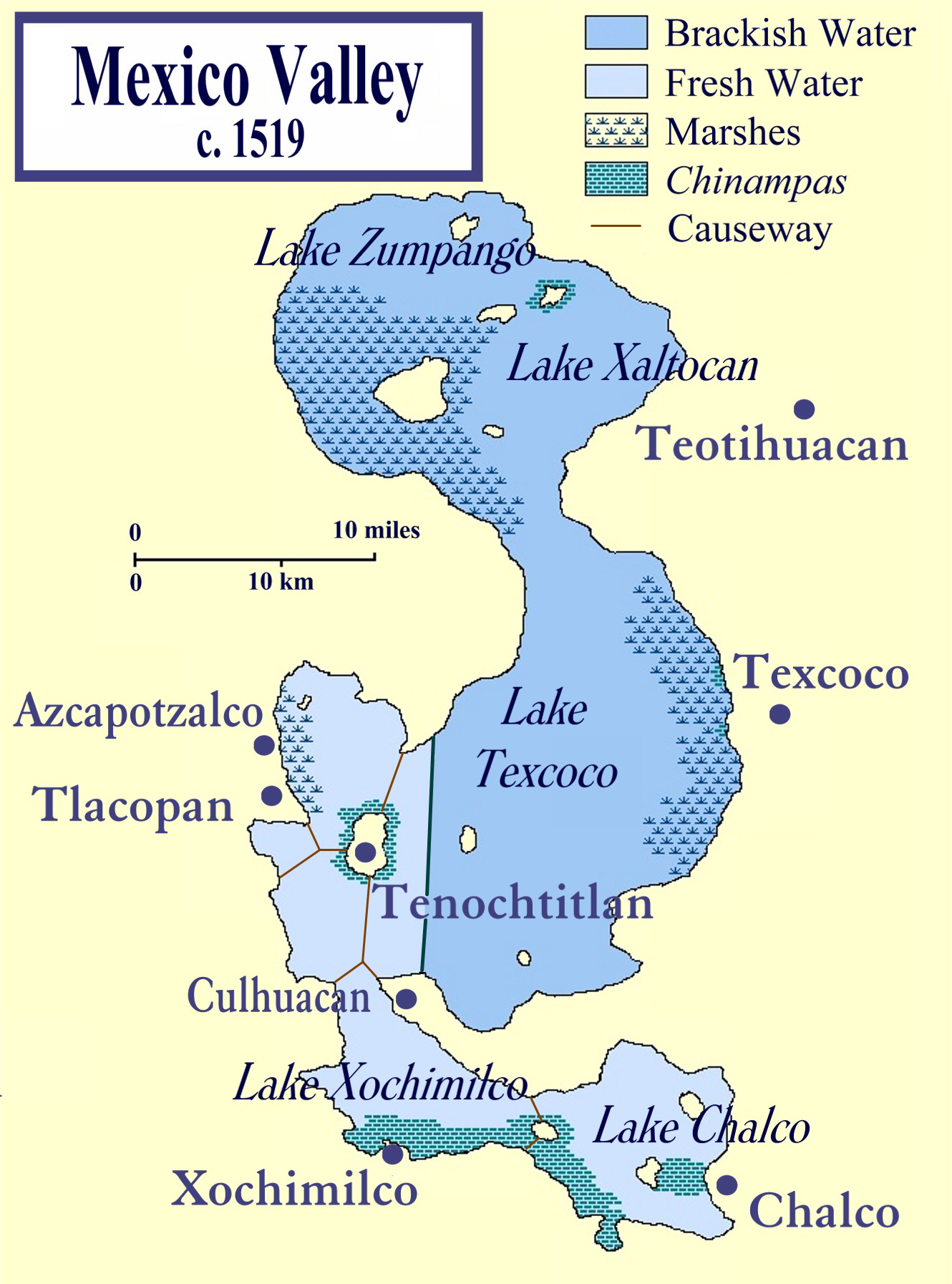
Озера Тескоко з головними містами: Теночтітлан, Тескоко, Тлакопан

Засновником міста у XII ст. було плем'ям чичимеків, який деякий час були гегемонами у долині Мехіко. У 1337 році плем'я акольхуас на чолі із Квінацином уклало із спорідненими племенами з міст Коатлічан та Хвексотла, завдяки чому вдалося вигнати чичимеків з міста Тескоко. При цьому загинув останній тлатоані чичимеків — ім'я його невідоме. З цього моменту воно стає столицею племені акольхуас, яку було перенесено з місто Коатлінчан.
Втім вже незабаром Тескоко стає васалом міста-держави Ацкапотцалько. У 1395—1400 роках Тескоко на чолі із володарем Течотлалатлем намагалися скинути владу Ацкапотцалько, проте невдало. Наступний володар Іштлільхочитль I у 1409—1417 роках зміг досягти фактичної незалежності, скориставшись боротьбою Тезозомока, тлатоані Ацкапотцалько, з повсталими містами долини Мехіко. Втім у 1418 році Тезозомок зумів зібрати свої сили й рушити проти Тескоко, у вирішальній битві акольхуас зазнали поразки, а Іштлільхочитль I загинув або його було незабаром страчено. Держава Тескоко була приєднана до Ацкапотцалько.
Лише у 1427 році, після смерті Тезозомока, акольхуас зуміли об'єднати свої сили з мішкетакми з Теночтітлана та тепанеками з Тлакопана й розбити ворогів. У 1428 році Тескоко стає співзасновником Імперії ацтеків.

## Частина імперії
Спочатку вплив Тескоко дорівнювався значенню Теночтітлана, втім поступово Тескоко стала поступатися своєму союзникові, залишивши собі лише автономію. У зовнішній політиці Тескоко стала повністю підпорядковуватися Теночтітлану.
Разом з тим Тескоко активно підтримував загарбницькі заходи Теночтітлану, користувався їх результатами, зокрема захопленими речами, рабами, коштовностями. До того ж мала близько 30 % відсотків усіх податків імперії. безпосереднього Тескоко підкорялося 14 значних міст.
Тескоко було відомо з одного боку, розвитком освіти та культури. З іншого — різноманітними реформами у соціальній та економічній сферах, зокрема саме у Тескоко у 1505 році було вперше скасовано спадкову форму рабства.

## Конфлікт з Теночтітланом
На початку XVI сторіччя позначилися протиріччя з Теночтітланом. Тлатоані Тескоко були невдоволені спочатку надзвичайним підняттям впливу Теночтітлану в порівнянні з Тескоко. Згодом проблеми посилилися у зв'язку з політикою Монтесуми II щодо централізації та зміцнення країни. Вже 1510-х роках тлатоані Незауалпілі фактично відмовився надавати війська при військових походах великого тлатоані. Ще більш погіршилися відносини зі смертю Незауалпілі у 1515 році. Почалася боротьба за владу між його синами, в яку втрутився Монтесума II. Зрештою тлатоані стає небіж останнього — Какама. Інший претендент — Іштлільхочитль — розпочав партизанську війну, а згодом перейшов на бік Ернана Кортеса, активно допомагаючи йому здолати Теночтітлан.

## Подальша історія
Завдяки зраді Іштлільхочитля Тескоко після зруйнування Теночтітлана зумів отримати низку пільг від іспанських загарбників. Протягом колонізаційного періоду залишався значним містом віце-королівства Нова Іспанія. У незалежній Мексиці з 1827 до 1830 року був столицею штату Мехіко.

## Тлатоані Тескоко

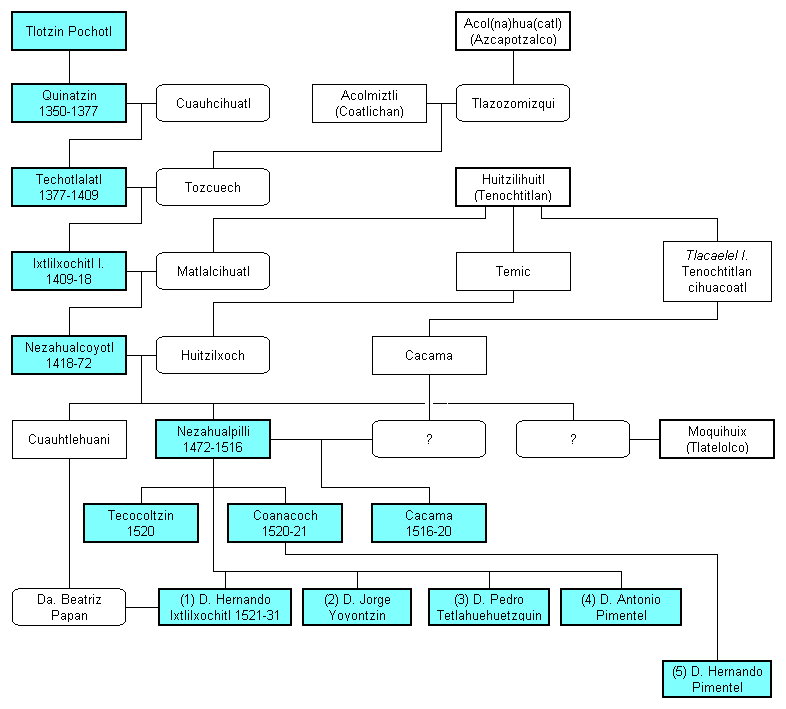
Володарі Тескоко

Династія Чичимеків:
- Ксолотль (д/н—1232)
- Нопалцин (1232—163)
- Тлоцинпочотль (1263—1298)
- ім'я невідоме (1298—1337)

Династія Акольхуас
- Квінацин (1337—1357)
- Течотлалатль (1357—1409)
- Іштлільхочитль I (1409—1418)

Династія Тезозомока:
- Тезозомок (1418—1427)
- Макстла (1427—1428)

Династія Акольхуас (відновлена):
- Незауалькойотль (1428—1472)
- Незауалпілі (1472—1515)
- Какама (1516—1520)
- Текоколцин (1520)
- Квінацин II (1520—1521)
- Коанакоцин (1520—1521)
- Іштлільхочитль II (1521—1531)
- Ометочцин (1531—1539)
- Тлауітолцин (1539—1564)